# Микелино да Безоццо

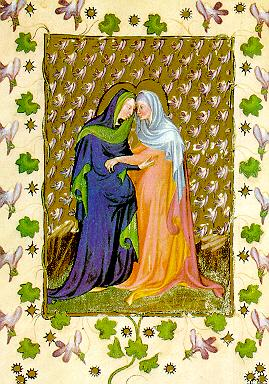
Страница из «Золотой книги»

Микелино дa Безоццо (итал. Michelino da Besozzo, активен между 1388 и 1445), также известен как Микелино де Молинари (итал. Michele de' Molinari) — итальянский живописец и миниатюрист ломбардской школы, работавший в стиле интернациональной готики.
Миланские писатели, начиная с гуманиста Уберто Дечембрио (1350—1427) и заканчивая Джованни Паоло Ломаццо (XVI век), называли Микелино величайшим художником своего времени. Особенно его превозносили за его умение и талант в натуралистическом изображении птиц и животных.
Предположительно, самые ранние свидетельства о мастере — записи об оплате за «Сцены из жизни св. Августина» во втором монастыре конвента августинцев (Сан-Пьетро ин Сьель д’Оро, Павия). Он всё ещё жил в Павии в 1404 году, когда строители Миланского собора консультировались с ним как с «величайшим в искусстве живописи и орнамента». Росписи Сан-Пьетро и панель его работы (1394), хранившаяся в Сан-Мустиола, Павия, не сохранились до наших дней, зато до нас дошли два иллюминированных манускрипта, атрибутируемых ему: «Комментарии Святого Августина к Псалмам» (Ватиканская апостольская библиотека), вероятно, изготовленные для Марко Галлина, августинца, профессора теологии в Университете Павии в 1396 году, и «Погребальный панегирик и генеалогия Джан Галеаццо Висконти» (Национальная библиотека, Париж), датируемый 1403 годом.

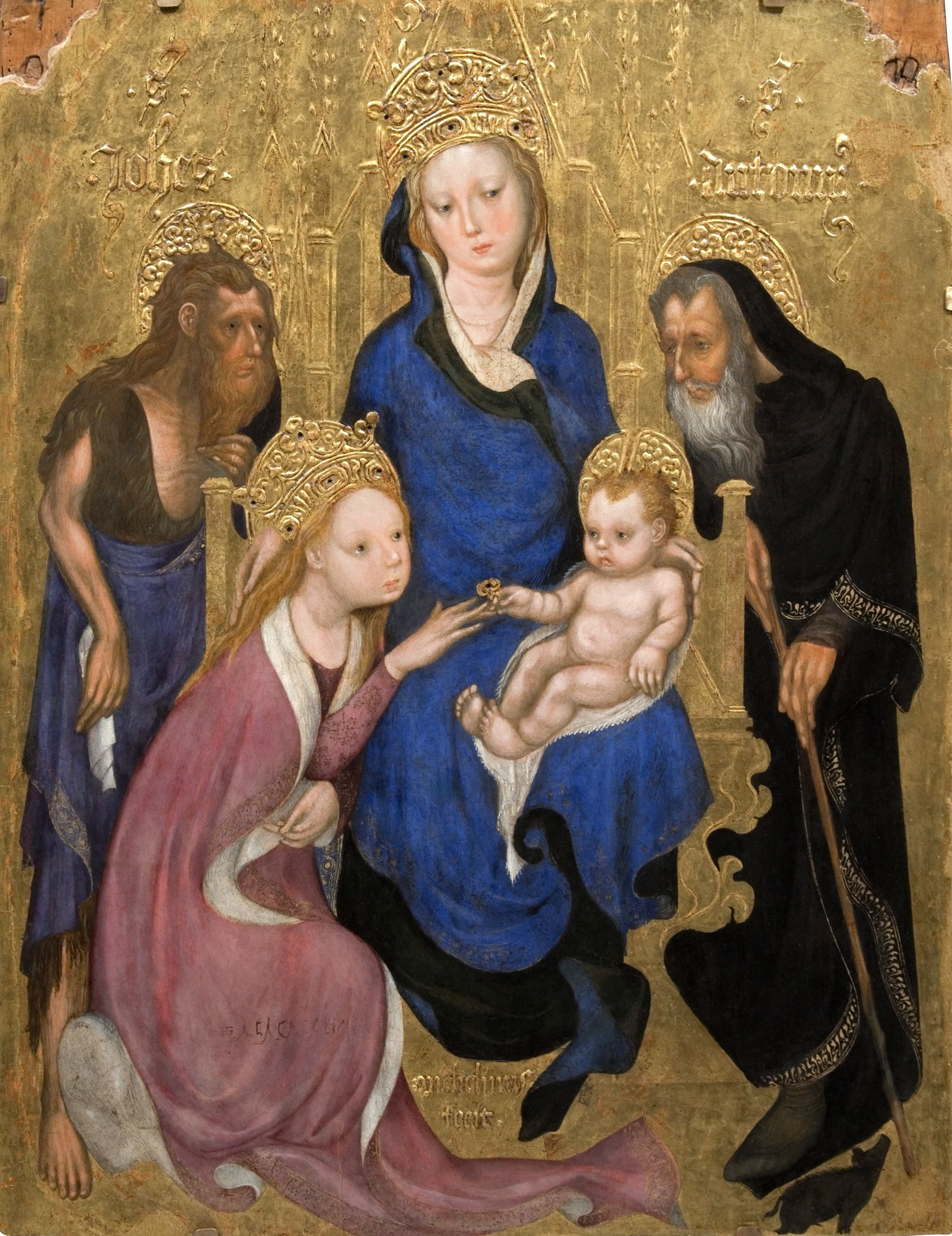
«Обручение св. Екатерины», Сиена, Пинакотека, ок.1420

Сходство в стиле иллюминированных инициалов с цветовой гаммой и манерой другого мастера, монаха-августинца Пьетро да Павиа, позволяет предположить прямую связь между двумя этими художниками в начале творческого пути Микелино. Стилистические аналогии с работами Стефано да Верона, художника Филиппа Толстого, поднимают вопрос, не учились ли оба этих художника у французского мастера, предположительно навестившего Павию в районе 1385 года.

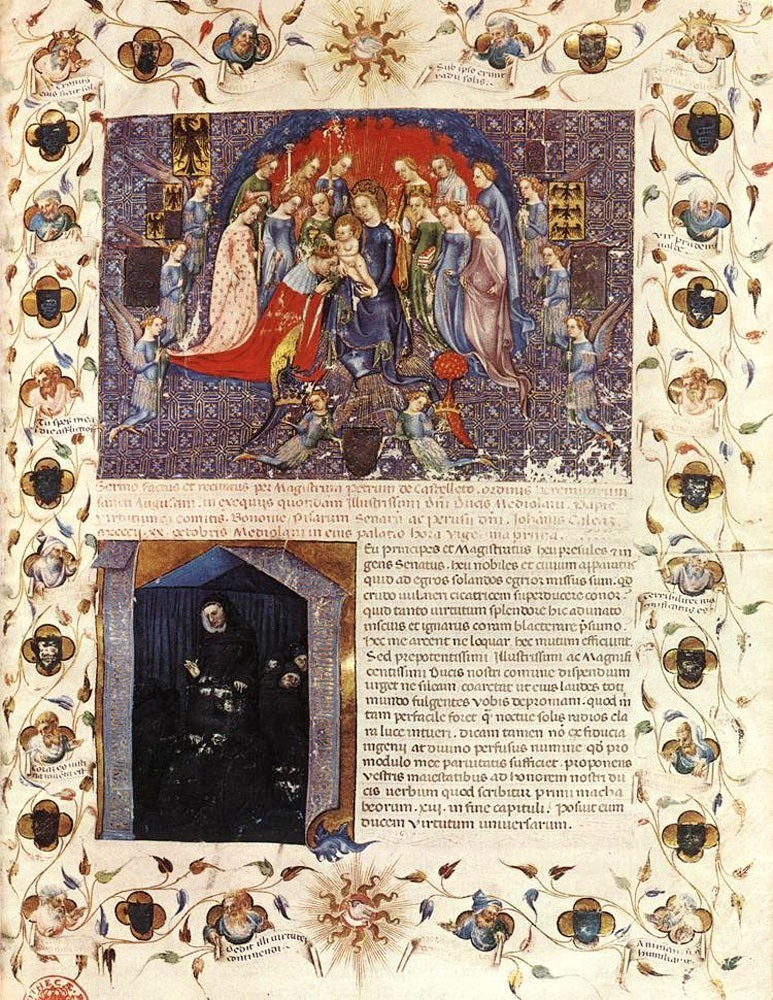
Миниатюра из рукописи «Погребальный панегирик Джангалеаццо Висконти». 1403 г. Париж, Национальная библиотека.

Первым датированным произведением Микелино да Безоццо является миниатюра из «Погребального панегирика Джангалеаццо Висконти» (1403 г. Париж, Национальная библиотека). В те же годы Микелино исполнил четыре рисунка с изображением апостолов (Париж, Лувр). Примерно к этому же времени, или даже чуть раньше, относят его фреску «Распятие» в церкви Сан Сальваторе сопра Кревенна. Итальянский исследователь Роберто Лонги приписывает ему также фрагмент фрески «Св. Лаврентий с донатором» в церкви в Виболдоне. В этих ранних произведениях Микелино выглядит учеником и последователем Джованнино де Грасси, в более мягком и утончённом варианте.
Согласно документам в 1410 году он находился в Венеции одновременно с Джентиле да Фабриано, стиль которого на него повлиял незначительно. Вместе с тем работы мастера в Венето важны тем, что связаны со Стефано да Дзевио (Стефано да Верона), поскольку оба они в это время примкнули к австро-чешской школе, и к готическому стилю в целом. Лучшим примерами тому служат «Мадонна в саду из роз» Стефано да Верона, и «Обручение св. Екатерины» Микелино да Безоццо (Сиена, Пинакотека), которое имеет подпись «Michelinus fecit», и гораздо решительнее отказывается от трёхмерного пространства, чем работа Стефано да Верона, но в то же время носит более повествовательный и человечный характер. В этот период Микелино близок манере веронских мастеров. Безусловным шедевром Микелино да Безоццо является «Часослов» из библиотеки в Авиньоне, обладающий цветовой и линеарной элегантностью. В его миниатюрах можно обнаружить как влияние Стефано да Верона, так и отголоски искусства Джованнино де Грасси. Влияние де Грасси можно найти и в миниатюрах с изображениями сезонных работ в «Historia plantarum» из библиотеки Казанатенсе в Риме. Те же черты, но в несколько более упрощённой форме, характерны и для «Libretto degli Anacoreti» (Рим, Кабинет эстампов), которое кажется произведением мастерской художника, и напоминает творчество его сына, Леонардо, автора фресок в церкви Сан Джованни в Карбонаре (Неаполь, 1430-40гг.).

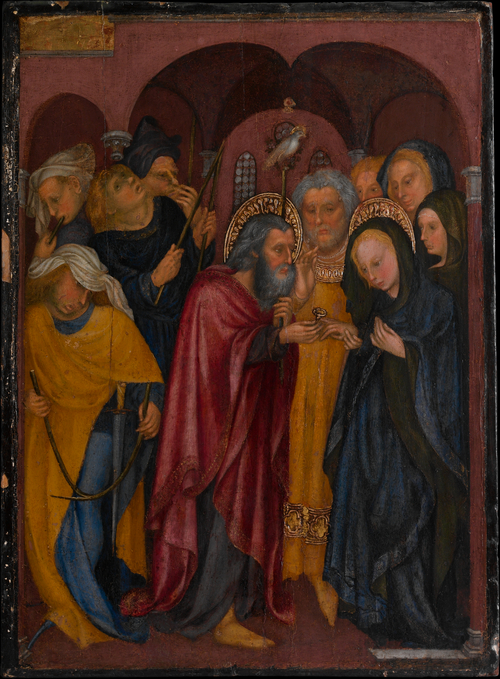
«Обручение Марии» ок. 1430 г. Нью-Йорк, музей Метрополитен.

К более зрелому творчеству Микелино относится «Часослов» из библиотеки Бодмер в Колони, близ Женевы, «Обручение Марии» (Нью-Йорк, Музей Метрополитен), и фрагменты старинных светских фресок из Палаццо Борромео в Милане. В этих фресках, ранее приписываемых ученикам Микелино — Кристофоро Моретти и Дзаваттари, очевидно стремление старого мастера применить манеру «интернациональной готики» к развернутому в пространстве повествованию. В ней видно влияние фресок Мазолино в Кастильоне Олона, особенно в пейзаже.

## Произведения
- Манускрипт «Il Libro d’ore» (между 1395—1405, Авиньонская Библиотека)
- «Комментарии Святого Августина к Псалмам» (Ватикан, Библиотека Апостолика), 1396
- «Погребальный панегирик и генеалогия Джан Галеаццо Висконти» (L’Elogio funebre di Gian Galeazzo Visconti) (Национальная библиотека, Париж), 1403
- «Libro d’ore Bodmer» (Pierpont Morgan Library, Нью-Йорк), атрибутируются.
- фрески в аббатстве Viboldone, ок. 1390, атрибутируются.
- «Рождество», Пинакотека Амброзиана, Милан
- «Обручение св. Екатерины»,  Пинакотека, Сиена, ок. 1420
- «Бракосочетание Марии», музей Метрополитен, Нью-Йорк, 1430
- Витраж «Св. Юдифь» в Миланском соборе